# 김산 (1984년)
김산(1984년 12월 21일 ~ )은 대한민국의 배우이다.

## 학력
- 백석대학교 신학원 신학과 (졸업)

## 출연작

### 드라마
- 《맹가네 전성시대》 (MBC, 2002년)
- 《태양속으로》 (SBS, 2003년)
- 《두번째 프러포즈》 (KBS2, 2004년)
- 《논스톱 5》 (MBC, 2005년)
- 《원더풀 라이프》 (MBC, 2005년)
- 《레전드히어로 삼국전》 (EBS1, 2016년) - 조조 역[3]
- 《도깨비 불》 (TV텐, 2017년) - 유재형 역[4]
- 《내 뒤에 테리우스》 (MBC, 2018년) - 그림자 요원 K역[5]
- 《시간이 멈추는 그때》 (KBS W, 2018년) - 성훈 (최인섭의 삼촌) 역[6]
- 《하이에나》 (SBS, 2020년) - 케이 바텐더 역

### 영화
- 《클래식》 (2003년)
- 《연애의 목적》 (2005년) - 아지트 학생 역
- 《SHE》 (2010년)
- 제2회 서울국제초단편영상제 개막작 《수배전단》 (2010년)

## 그 외 활동

### 방송
- 《Buzz Korea》 (Mnet Japan, 2011년)

## 수상
- 2010년 제18회 대한민국문화연예대상 탤런트 남자신인상[7]